# Placówka Straży Granicznej II linii „Tczew”
Placówka Straży Granicznej II linii „Tczew” – jednostka organizacyjna Straży Granicznej pełniąca służbę wywiadowczą na granicy państwowej w okresie międzywojennym.

## Formowanie i zmiany organizacyjne
Rozporządzeniem Prezydenta Rzeczypospolitej Polskiej Ignacego Mościckiego z 22 marca 1928 roku, do ochrony północnej, zachodniej i południowej granicy państwa, a w szczególności do ich ochrony celnej, powoływano z dniem 2 kwietnia 1928 roku Straż Graniczną.
Rozkazem nr 2 z 19 kwietnia 1928 roku w sprawie organizacji Pomorskiego Inspektoratu Okręgowego dowódca Straży Granicznej gen. bryg. Stefan Pasławski określił strukturę organizacyjną komisariatu SG „Szprudowo”. Placówka Straży Granicznej II linii „Tczew” znalazła się w jego strukturze.
W 1931 placówce Straży Granicznej II linii „Tczew” podlegał posterunek detaszowany SG „Starogard”.
Rozkazem nr 12 z 14 lipca 1939 roku w sprawie reorganizacji placówek II linii i posterunków wywiadowczych oraz obsady personalnej, komendant Straży Granicznej gen. bryg. Walerian Czuma zniósł posterunek SG „Starogard”.